# Norn9
Norn9 (NORN9 ノルン+ノネット Norn9 Norun+Nonetto) ist eine Anime-Serie der Studios Kinema Citrus und Orange, die auf die gleichnamige Otome-Spieleserie des Entwicklers Otomate basiert. Die zwölfteilige Animeserie wurde zwischen dem 7. Januar 2016 und dem 31. März gleichen Jahres im japanischen Fernsehen gezeigt. Der Publisher KSM Anime veröffentlichte die Serie im deutschsprachigen Raum auf DVD und Blu-ray.

## Produktion
Am 2. März 2014, während des Norn9 with Ark & for Spica-Events, wurde eine filmische Umsetzung der Spieleserie in Form einer Anime-Serie bekannt gegeben. Die Serie entstand in den Animationsstudios Kinema Citrus und Orange unter der Regie von Takao Abo, der sein Regiedebüt feierte. Das Seriendrehbuch wurde von Natsuko Takahashi geschrieben, die Charakterdesigns wurden von Yukari Takeuchi entworfen.
Kevin Penkin, der in Zusammenarbeit mit Nobuo Uematsu die Musik zur Spieleserie komponierte, schrieb die Musik für die Anime-Serie. Die Synchronsprecher der Hauptcharaktere des Spiels übernahmen die Synchronisation der Charaktere im Anime.
Nagi Yanagi, die in der Serie Aion spricht, gab bekannt, das Vorspannlied der Serie Kazakiri zu singen. Das Abspannlied Zero To Kei wurde von Kaori Oda interpretiert.

## Handlung
Koharu erinnert sich an die Worte eines Mannes, der ihr einst ihren Namen gab. Sie solle auf die Ankunft eines Schiffes warten, dass im Himmel schwebt. Eines Tages wird sie von Kakeru, der die besondere Fähigkeit besitzt, Pflanzen zu manipulieren, aufgesammelt und zur Norn, dem besagten Luftschiff gebracht. An Bord des Schiffes, welches von der Organisation The World erbaut wurde, befinden sich neben den beiden, neun weitere Jugendliche mit übersinnlichen Kräften. Die Norn besitzt einen eigenen Kosmos mit Wasser, Land, Gärten und Feldern.
Ihre Aufgabe besteht darin, die Menschheit zu beschützen. Doch schon bald stellen sie sich die Frage nach dem Sinn der gemeinsamen Reise: Existiert The World wirklich oder ist alles nur Täuschung? Die Zukunft und Vergangenheit der Jugendlichen verschwimmen zusehends. Die Besatzungsmitglieder haben neun Tage Zeit, in einer Zeitreise alles über sich selbst und der Existenz im Allgemeinen in Erfahrung zu bringen.

## Veröffentlichung
Die Anime-Serie wurde vom 7. Januar bis 31. März 2016 im japanischen Fernsehen auf AT-X, Tokyo MX, BS11 und SUN TV gezeigt. Sentai Filmworks sicherte sich Rechte an einer englischsprachigen Ausstrahlung der Serie. Das Unternehmen veröffentlichte Serie zudem auf DVD und Blu-ray im nordamerikanischen Raum.
Die Serie wurde in Nordamerika bei AnimeLab, auf Anime Network Online – das die Serie auch in Irland, Lateinamerika Südafrika, in der Türkei, Kanada, im Vereinigten Königreich, Nordafrika, in den Niederlanden, Skandinavien und im Mittleren Osten zeigte – und auf der Streaming-Plattform Hulu gezeigt.
In Deutschland sicherte sich der Anime-Publisher KSM Anime die Rechte an der DVD-/Blu-ray-Veröffentlichung der Anime-Serie in deutscher Sprache. Der Publisher veröffentlichte den Anime auf drei DVDs/Blu-ray-Discs. Die Serie wurde von der FSK ab 12 Jahren eingestuft, mit Ausnahme der ersten, zweiten und vierten Episode, die eine Einstufung ab sechs Jahren erhielten.

## Charaktere
Koharu (こはる)
Koharu ist ein liebevolles, freundliches und heiteres Mädchen mit der Fähigkeit, Feuer manipulieren zu können. Aufgrund der gewaltigen und destruktiven Kraft ihrer Fähigkeit, bezeichneten die Menschen in ihrer Umgebung sie als Monster, was dazu führte, dass sie ihren Namen vergaß. Ihren jetzigen Namen Koharu erhielt sie von Shiro, der ihr auch von der „Norn“, einem magischen Schiff erzählte. Da sie das neueste Mitglied auf der Norn ist, besitzt sie kaum Wissen über das Schiff und ist deswegen sehr achtsam auf ihre Umgebung.
Kakeru Yuiga (結賀 駆, Yuiga Kakeru)
Kakeru ist ein heiterer, sanftmütiger und freundlicher Junge mit kurzen, blonden Haaren. Er hat die Kraft, Pflanzen manipulieren zu können. Aufgrund seiner sadistische Ader und seine Vorliebe, seine Mitmenschen zu necken, denken seine Kameraden, dass er entweder ein guter Taktiker oder einfach nur gemein zu anderen ist. Er trägt eine Manschette am linken Ohrläppchen, die ihn an seinen Vater erinnert.
Senri Ichinose (市ノ瀬 千里, Ichinose Senri)
Senri ist ein zurückhaltender Hikikomori, der die Fähigkeit hat, Wasser zu bändigen. Da er nicht stark genug ist, diese Fähigkeit in seiner ganzen Stärke zu nutzen, nahm sein Bruder Akito dank der Hilfe des Roboters Aion einen Teil seiner Kräfte an.
Tōya Masamune (遠矢 正宗, Masamune Tōya)
Tōya ist ein strenger, intelligenter Junge mit kurzen, orangefarbenen Haaren. Er kann in die Vergangenheit anderer Menschen sehen, wobei er für die Nutzung dieser Fähigkeit einen Gegenstand der betreffenden Person benötigt. Er ist der Sohn des Direktors der Organisation The World und derjenige, der mit ebendieser Organisation Kontakt aufnimmt, wenn sich Probleme anbahnen. Um zu verhindern, dass er seine Fähigkeit unfreiwillig einsetzt, verdeckt er seine rechte Hand mit einem Handschuh.
Mikoto Kuga (久我 深琴, Kuga Mikoto)
Mikoto ist ein elegantes und vornehmes Mädchen mit der Fähigkeit, Kraftfelder zu erzeugen, mit der sie sich und andere Menschen schützen kann. Sie ist die Tochter einer noblen japanischen Familie und wurde zu einem ruhigen, erwachsenen Mädchen mit dem Sinn für Verantwortung erzogen. Sie schätzt ihre Freunde sehr, manchmal so sehr, dass sie ihre eigene Sicherheit und Emotionen für sie aufgibt. Sie hat, mit Ausnahme ihres besten Freundes Kaguya, noch nie Kontakte zu Jungen geknüpft, weswegen es ihr schwerfällt, sich an das Leben auf der Norn zu gewöhnen. Sie hat langes, schwarzes Haar.
Natsuhiko Azuma (吾妻 夏彦, Azuma Natsuhiko)
Natsuhiko ist ein gut aussehender Junge, der wie Mikoto seine Arbeit sehr ernst nimmt. Er wollte Wissenschaftler werden, wurde stattdessen Waffendealer. Obwohl er ein Nachfahre der Erfinder von Aion ist, widerspricht er das Zurücksetzen im Glauben, dass dadurch die Wissenschaft missbraucht  und wichtige Nachforschungen zerstört werden könnten. Deswegen jagt er die Kinder mit den Fähigkeiten, um zu verhindern, dass sie den „Reset“ erfolgreich durchführen.
Sakuya Nijō (二条 朔也, Nijō Sakuya)
Sakuya ist Mikotos bester Freund seit Kindertagen und kann die Zukunft vorhersehen. Genau wie Mikoto, wuchs er in einer vornehmen Familie auf. Er versprach, das  Mädchen, das er liebt, bis zu seinem Tod zu beschützen. Er hat langes, weißes Haar, welches er mit einem schwarzen Haarband zusammenknotet. Sakuya kann seine Fähigkeit nicht steuern, sondern erscheint in Form von schnellen Visionen.
Itsuki Kagami (加賀見 一月, Kagami Itsuki)
Itsuki ist ein koketter Junge, der durch seine ständigen Versuche mit den Mädchen zu flirten, seiner entspannten Einstellungen Misstrauen bei seinen Mitmenschen weckt. Seine Fähigkeit, Träume zu lenken, hat er von seiner verstorbenen Schwester Kazuha geerbt. Er nutzt diese Fähigkeit, um den anderen ab und zu ihre wahren Wünsche zu zeigen. Er mag es, Mikoto zu necken.
Nanami Shiranui (不知火 七海, Shiranui Nanami)
Nanami ist ein ruhiges, schüchternes und scheinbar gefühlloses Mädchen mit kurzen, lilafarbenen Haaren. Sie ist in der Lage, die Erinnerungen anderer Menschen auslöschen zu können. Obwohl sie sehr zierlich ist, besitzt Nanami über eine große, körperliche Kraft. Nanami ist eine talentierte Kunoichi und trägt in jeder Gelegenheit, Klingen mit sich. Nachdem sie eine wichtige Erinnerung eines Freundes gelöscht hat, beginnt sie ihre Fähigkeit zu verabscheuen und versucht, niemanden mehr Nahe zu stehen.
Akito Shukuri (宿吏 暁人, Shukuri Akito)
Akito ist der ältere Bruder von Senri. Er ist grob und gewaltbereit. Akito hat lange, dunkelblaue Haare. Da sein jüngerer Bruder die Fähigkeit nicht kontrollieren konnte, nahm er dank der Hilfe von Aion diese in sich auf. Er bat Nanami, Senris Erinnerungen zu löschen, damit dieser in Frieden leben kann. Allerdings hat sie auch dessen Erinnerungen an seine Familie ausgelöscht, weswegen Akito Nanami hasst. Er ist ein begnadeter Koch und hat Anzeichen eines Tsundere-Charakters.
Ron Muroboshi (室星 ロン, Muroboshi Ron)
Ron ist der älteste Charakter innerhalb der Gruppe, der selbst keine spezielle Fähigkeit besitzt.
Heishi Otomaru ()
Heishi ist ein sorgenfreier, energetischer und freundlicher Junge, der innerhalb der Gruppe als Stimmungsmacher fungiert. Er hat die Fähigkeit der Telepathie.
Shirō Yuiga (乙丸 平士, Yuiga Shirō)
Shirō ist Kakerus totgeglaubter Vater. Er ist für die Konflikte auf der Welt verantwortlich, die durch seine Versuche, die Geschichte zu beschleunigen um ins Jahr 2056 zu reisen, entstehen. Er will seine verstorbene Geliebte Haruka wiederbeleben. Shirō ist ein sehr intelligenter Techniker und Waffenproduzent. Während seiner Reise traf er auf Koharu und gab ihr ihren jetzigen Namen.
Sorata Suzuhara (鈴原 空汰, Suzuhara Sorata)
Sorata ist ein Junge aus der Heisei-Ära, der versehentlich in die Vergangenheit gereist und so auf die Norn gelangt ist. Er sucht nach einem Weg, wieder in seine eigene Zeit zu gelangen.
Aion (アイオン)
Aion ist ein Cyborg, der von Sorata in dessen eigener Zeitachse erfunden wurde. Aions Aufgabe ist die Einleitung des „Resets“. Aion manifestiert sich oftmals als Mädchen mit weißlich blauen, lockigen Haaren und weißem Kleid, kann aber auch die Form eines Jungen annehmen. Obwohl Aion ein Roboter ist, liebt sie Sorata über alles. Sie lässt Sorata einfrieren und nach dem vierten Reset als Kind wieder aufwachen, sodass er ewig leben kann. Dies führt allerdings zu einer Wiederholung aller Ereignisse.

## Synchronisation
| Rolle           | Japanische Stimme (Seiyū) | Deutscher Sprecher |
| --------------- | ------------------------- | ------------------ |
| Koharu          | Ayumi Fujimura            | Shanti Chakraborty |
| Mikoto Kuga     | Ayahi Takagaki            | Josephine Schmidt  |
| Nanami Shiranui | Asami Seto                | Amelie Plaas-Link  |
| Kakeru Yuiga    | Yūki Kaji                 | Ricardo Richter    |
| Senri Ichinose  | Hiro Shimono              | Sebastian Fitzner  |
| Tōya Masamune   | Takuya Satō               | Marios Gavrilis    |
| Sakuya Nijō     | Mitsuki Saiga             | Valentin Stilu     |
| Itsuki Kagami   | Kōji Yusa                 | Jeffrey Wipprecht  |
| Akito Shukuri   | Noriyaki Sugiyama         | Jonas Frenz        |
| Heishi Otomaru  | Hiroyuki Yoshino          | Heiko Akrap        |
| Natsuhiko Azuma | Daisuke Ono               | Florian Hoffmann   |
| Ron Muroboshi   | Tomokazu Sugita           | Florian Clyde      |
| Sorata Suzuhara | Atsushi Abe               | Arne Kapfer        |
| Aion            | Nagi Yanagi               | Jamie Lee Blank    |
| Setsu Takishima | Mitsuhiro Ichiki          | Julian Mau         |
| Shirō Yuiga     | Kenji Hamada              | Fabian Oscar Wein  |

## Episodenliste
| 1   | 1   | Das im Himmel segelnde Schiff         | Sora o seiku fune (空を征く船)           | 07. Jan. 2016 | – |
| 2   | 2   | Besondere Fähigkeiten                 | Nōryoku (能力)                           | 14. Jan. 2016 | – |
| 3   | 3   | Blühender Frühling                    | Mebuku haru (芽吹く春)                   | 21. Jan. 2016 | – |
| 4   | 4   | Serenade des Morgengrauens            | Kare dare no serenāde (彼誰のセレナーデ) | 28. Jan. 2016 | – |
| 5   | 5   | Der schlummernde Wald                 | Madoromu mori (微睡む森)                 | 04. Feb. 2016 | – |
| 6   | 6   | Die Zahnräder setzen sich in Bewegung | Ugokihajime ta haguruma (動き始めた歯車) | 11. Feb. 2016 | – |
| 7   | 7   | Traum der Realität                    | Utsutsu no Yume (うつつの夢)             | 18. Feb. 2016 | – |
| 8   | 8   | Die Welt                              | Sekai (世界)                             | 25. Feb. 2016 | – |
| 9   | 9   | Die Wahrheit über jeden               | Sorezore no Shinjitsu (それぞれの真実)   | 03. Mär. 2016 | – |
| 9.5 | 9.5 | –                                     | Unmei no megami (運命の女神)             | 10. März 2016 | – |
| 10  | 10  | Aion                                  | Eien (永遠)                              | 17. März 2016 | – |
| 11  | 11  | Der Reset                             | Risetto (リセット)                       | 24. März 2016 | – |
| 12  | 12  | Die neue Welt                         | Atarashī sekai (新しい世界)              | 31. März 2016 | – |